# Бабкин, Павел Сергеевич
Павел Сергеевич Бабкин (род. 28 января 1986 года) — российский пловец в ластах, заслуженный мастер спорта России.

## Карьера
В августе 2002 года на чемпионате Европы по плаванию на марафонские дистанции в Кечкемете в составе российской эстафетной четвёрки завоевал серебро среди юниоров. Партнёрами по команде были: Дмитрий Каргин, Роман Кириченко и Юрий Томашевский. Через два года та же четвёрка взяла серебро уже на взрослом чемпионате в Киеве. А Павел взял ещё и золото на дистанции 20000 метров, установив мировой рекорд 03,09:41.
На чемпионате мира 2003 года в Александрии победил на дистанции 6000 м среди юниоров.
4-х кратный чемпион Мира по скоростному плаванью в ластах. Многократный чемпион и призёр чемпионатов России.

## Образование
Выпускник факультета ЭиП Тульского университета.